# Orgelbaumuseum Schloss Hanstein
Das Orgelbaumuseum ist ein Spezialmuseum zur Geschichte des Musikinstruments Orgel und des Orgelbaus in Ostheim vor der Rhön. Es befindet sich im Schloss Hanstein in Ostheim vor der Rhön. 

## Geschichte
Gerhard Schmidt, ein Mitarbeiter des Thüringer Orgelmuseums, bat die beiden Ostheimer Orgelbaumeister Horst und Günter Hoffmann um Ausstellungsexponate für sein Museum, das jedoch kurze Zeit später aufgelöst wurde. 1993 wurde unter dem Gründungsvorstand Horst Hoffmann das „Orgelbaumuseum Schloß Hanstein“ gegründet. Zusammen mit den Gebrüdern Hoffmann entwickelte der Orgelsachverständige Jürgen-Peter Schindler ein Museumskonzept, das heute noch Gültigkeit hat.
Ein gewichtiger Grund für die Ortswahl war, dass Ostheim vor der Rhön auf eine rund 400-jährige Orgelbautradition zurückblicken kann. Tätig waren dort Orgelbaumeister wie
- Andreas Weiß (1596–1670) (nicht zu verwechseln mit Andreas Weiß (1722–1807))
- Johann Christoph Hart (1641–1719)
- Johann Ernst Döring (1704–1787)
- Johann Georg Schenk (1758–1825)
- Johann Georg Markert I. und II. (1781–1835 und 1813–1891) sowie der Sohn Johann Georgs II., Otto Reinhold Markert (1860–1944)
- die Brüder Louis (1906–1965) und Otto Hoffmann (1913–2004) sowie dessen Söhne Horst Hoffmann (* 1944) und Günter Hoffmann (* 1947)

Die Tradition der Werkstätten Markert und Hoffmann werden in dem heutigen Orgelbauunternehmen Hoffmann und Schindler weitergeführt.
Von 2012 bis 2021 leitete Jörg Schindler-Schwabedissen das Museum. Aktuell wird das Orgelbaumuseum von Ulrike Röhrig geleitet.

## Träger und Förderziele
Träger des Museums ist ein gemeinnütziger Verein, der sich die Erforschung und Darstellung der internationalen Orgelgeschichte von ihren Anfängen bis zur Gegenwart zur Aufgabe gemacht hat. Ziel des Museums, das auch die technischen Aspekte des Orgelbaus aufzeigt, ist es, alle ausgestellten Orgeln spielbar zu erhalten und vorführen zu können.

## Ausstellung und Angebote

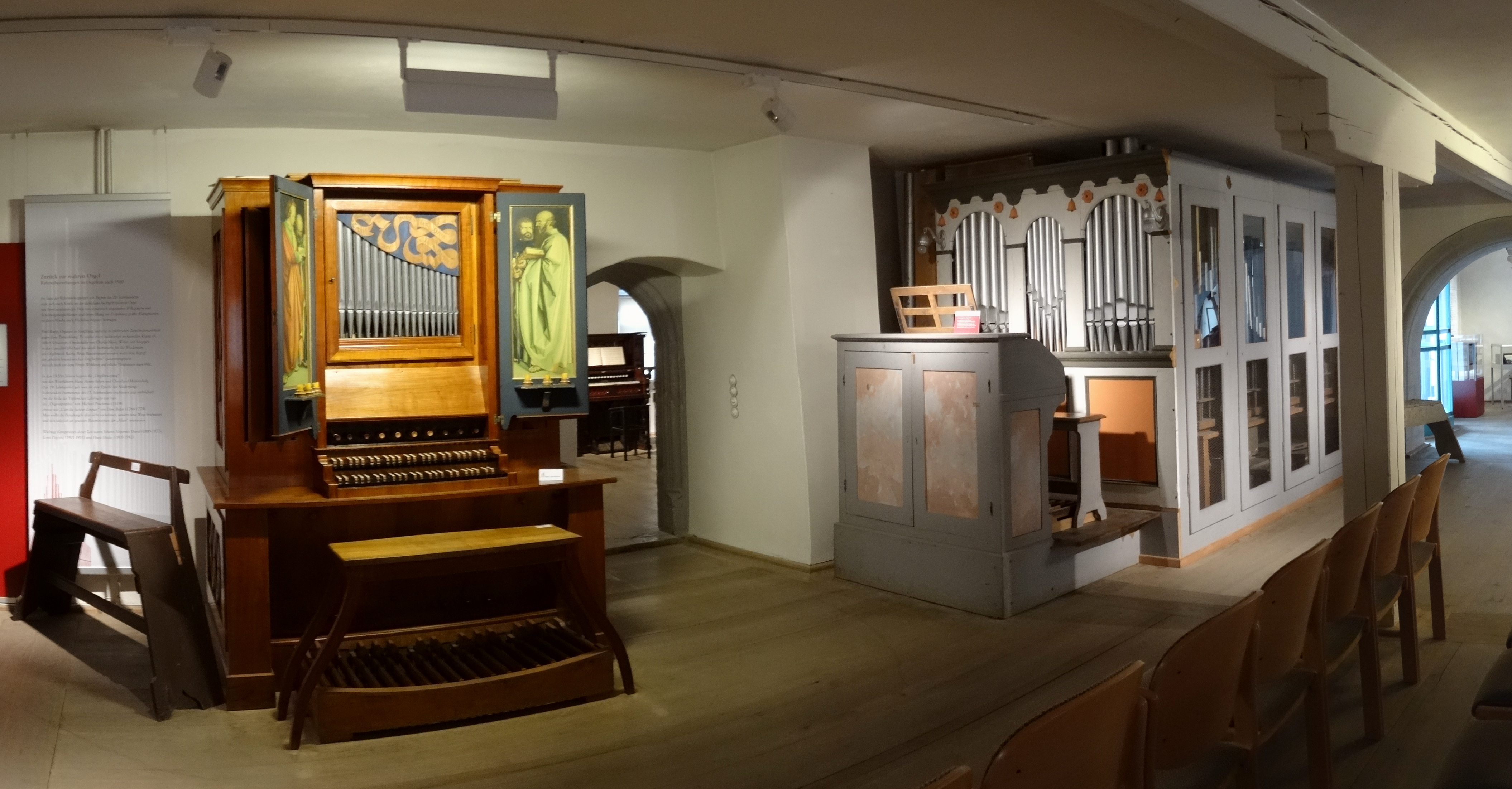
Ausstellungsraum

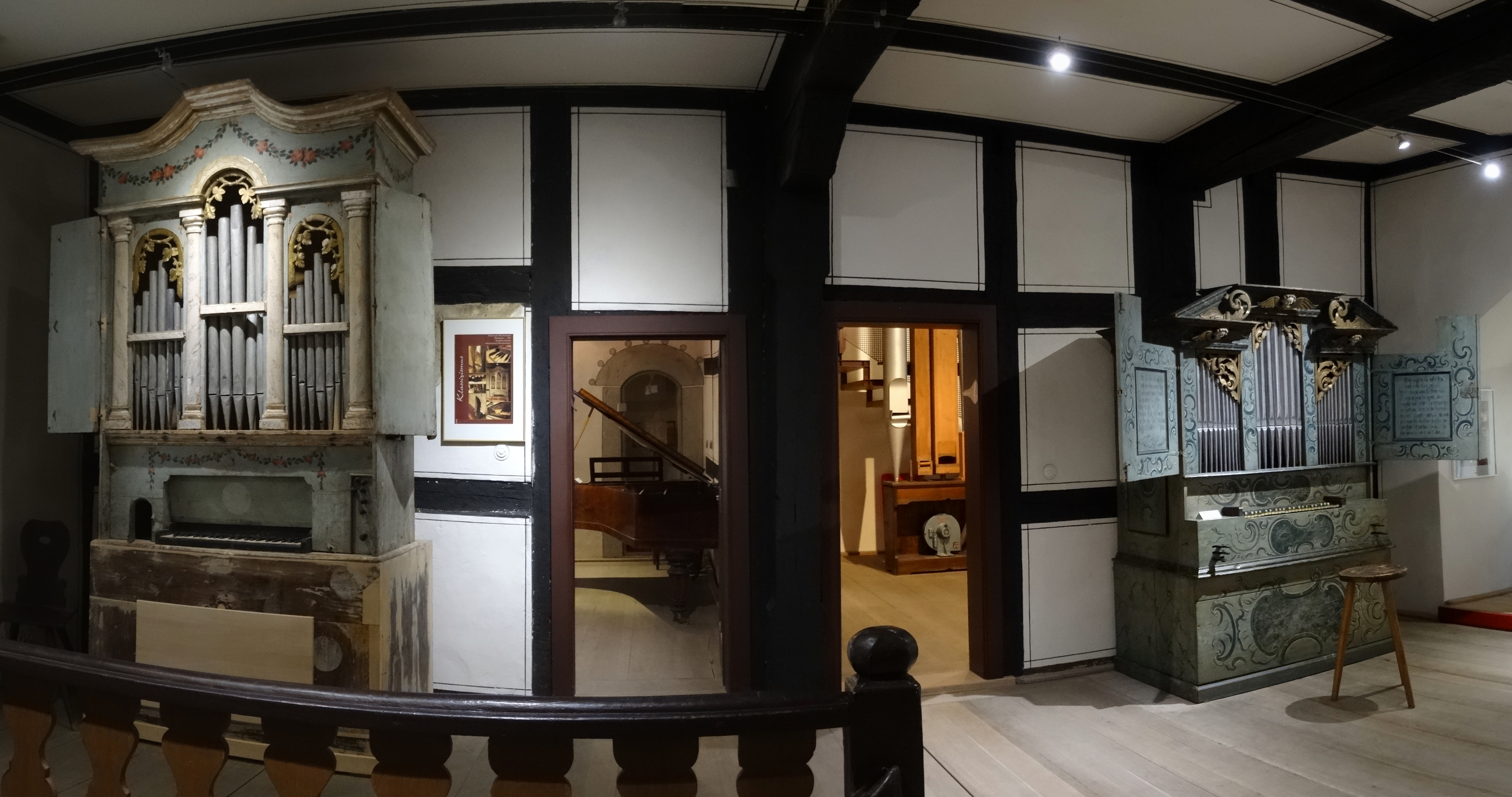
Ausstellungsraum

Die in 4 Stockwerken und 15 Räumen mit einer Gesamtfläche von rund 700 m2 präsentierte Dauerausstellung wurde in den Jahren 2007 und 2008 neu konzipiert und umgestaltet. Sie umfasst Rekonstruktionen und original erhaltene Orgeln aus dem 14. bis 20. Jahrhundert, darunter
- Rekonstruktion der Norrlanda-Orgel, um 1400,  (Gotik)[3][4]
- Orgelpositiv von Nicolaus Manderscheidt, 1646, sechs Register (Renaissance)[5]
- Toggenburger Hausorgel von Wendelin Looser, 1765, fünf Register (Barock)[6]
- Hausorgel von Friedrich Weigle, 1940, neun Register auf zwei Manualen

Dazu ein Tafelklavier, einen Hammerflügel und weitere Instrumente.
Daneben veranstaltet das Museum Konzerte. „Klingende und technische Museumsführungen“ werden nach Voranmeldung angeboten, es gibt auch museumspädagogische Angebote für Kinder und Familien.